# Клейменов, Владимир Иванович
Влади́мир Ива́нович Клейменов (15 июля 1917 года, с. Шаморга Рязанской губернии — 2004 год, Рязань) — советский и российский педагог, деятель образования, профессор. Ректор Ишимского педагогического института, Тюменского государственного педагогического института и Рязанского государственного педагогического института.

## Биография
Родился в 1917 году в Рязанской губернии. В 1935 году окончил среднюю школу и поступил в Тамбовское педагогическое училище, закончив которое в 1937 году начал работать учителем химии и биологии в сельской школе села Машково-Сулема Тамбовской области. Осознавая нехватку образования, в это же время поступил на заочное отделение Воронежского педагогического института, который закончил в 1940 году.
В феврале 1941 года ушёл на советско-финскую войну политруком танковой батареи. Получил тяжёлое ранение в руку, благодаря усилиям госпитальных врачей руку ему спасают, но он остаётся инвалидом.
С началом Великой Отечественной войны просится на фронт, однако получает отказ из-за инвалидности. Во время войны работает учителем и преподавателем.
В 1950 году окончил высшие педагогические курсы при Московском педагогическом институте им. Ленина, затем аспирантуру, и отправился работать в Борисоглебский учительский институт.
В 1954 году, после получения учёной степени кандидата наук (диссертация «Воспитательная работа классных руководителей 5-7 классов семилетних и средних школ по повышению успеваемости учащихся»), был направлен на работу в Ишимский педагогический институт на должность ректора. В 1957 году ненадолго переезжает в Смоленск, а через год вновь назначается ректором уже Тюменского педагогического института, в котором работает на протяжении 11 лет до 1968 года.
К 1970 году имеет степень доктора наук и звание профессора. Переезжает в Рязань, где возглавляет Рязанский педагогический институт, в котором проработает 30 лет, 16 из которых в должности ректора. За время его нахождения у руля, институт значительно развивается как по материальной, так и по научной составляющей. В годы руководства Клейменова вуз не раз получал почётные Красные знамёна, почётные грамоты за победы в разного рода конкурсах. В 1980 году Рязанский пединститут был удостоен ордена «Знак почёта».
Является автором более 45 научных трудов, среди которых несколько монографий. Награждён орденами Трудового Красного Знамени и «Знак Почёта».
Скончался в 2004 году в Рязани.